# Runic (navire de 1901)
Pour les articles homonymes, voir Runic.
Le Runic est un paquebot britannique mis en service en 1901 pour la White Star Line. Appartenant à la classe Jubilee, il est le jumeau des paquebots Afric, Medic, Persic et Suevic. Tous desservent la ligne de l'Afrique du Sud et de l'Australie et sont conçus pour transporter des passagers et une importante cargaison.
Construit par les chantiers Harland & Wolff de Belfast, il connaît une carrière sans histoires, à l'exception d'un service de transport de troupes pendant la Première Guerre mondiale et d'une collision légère en 1928. À la fin des années 1920, le Runic fait partie des derniers navires exploités sur la ligne de l'Australie par la compagnie, qui tente parfois de varier ses escales. Il effectue finalement son dernier voyage en 1929.
En 1930, il est vendu à la Sevilla Whaling Co. qui en fait un baleinier renommé New Sevilla. Cédé à la Chr. Salvesen & Co en 1932, il est torpillé par un sous-marin allemand le 2 septembre 1940, son naufrage faisant deux victimes.

## Histoire

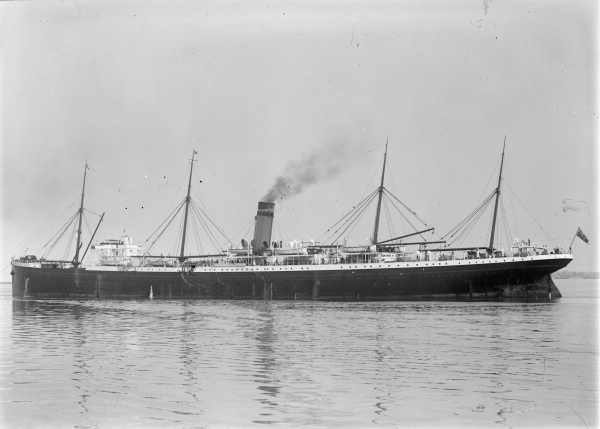
Le profil du Runic diffère de celui des trois premiers premiers navires de classe Jubilee : sa passerelle de navigation est ainsi située plus en avant.

À la fin du XIXe siècle, le président de la White Star Line, Thomas Henry Ismay, décide de réimplanter la compagnie sur la ligne de l'Australie, que ses skippers avaient desservi dans ses toutes premières années. C'est dans ce but qu'est commandé un premier trio de navires, formé par l'Afric, le Medic et le Persic, qui entrent en service en 1899. Pour assurer un service mensuel, cinq navires sont nécessaires. C'est ainsi que deux nouveaux navires sont commandés, le Runic et le Suevic, reprenant globalement les formes des navires précédents, avec quelques améliorations.
C'est ainsi que le Runic est lancé dans les chantiers Harland & Wolff le 25 octobre 1900, et livré à la White Star le 22 décembre suivant. Le navire effectue ensuite son voyage inaugural entre Liverpool et Sydney via Le Cap le 19 janvier 1901, et se révèle rapidement populaire auprès des voyageurs comme des colons partis s'établir en Australie. Le 25 novembre suivant, le navire remorque le Dunottar Castle de l'Union-Castle Line, tombé en pane, jusqu'à Dakar. La carrière du Runic se poursuit durant de nombreuses années, y compris sans être dérangée par le début de la Première Guerre mondiale. Le 21 janvier 1915, il est finalement réquisitionné pour transporter des troupes australiennes en Europe. C'est dans le cadre de ce service qu'il heurte et coule dans la Manche le transport Horst Martini, sans qu'il n'y ait de victimes. Du 28 novembre 1917 au 10 avril 1919, le navire est opéré dans le cadre du Liner Requisition Scheme.
Après guerre, le navire retourne sur la ligne de l'Australie. Cependant, dès 1921, il retourne chez Harland & Wolff pour être refondu. Ses aménagements destinés aux passagers sont modernisés, et sa capacité est réduite pour s'adapter aux nouveaux flux, plus réduits. À la fin des années 1920, il est l'un des derniers navires de la White Star desservant l'Australie, avec le Medic, le Suevic, le Ceramic et, parfois, le Vedic. Il arrive que la compagnie l'expérimente sur des escales supplémentaires, comme Glasgow. C'est dans le cadre de ce service que le navire heurte le HMS London, sans gros dommages, le 3 novembre 1928.
L'année suivante, le navire n'est plus utile à la White Star et est retiré du service en décembre 1929. Dès juillet 1930, il est vendu à la société Sevilla Whaling Co. de Londres, filiale d'une compagnie norvégienne de baleiniers. Ses deux jumeaux encore en exercice, le Medic et le Suevic, ont déjà connu le même sort les années précédentes. Le Runic est donc refondu pour devenir un baleinier, à Kiel, et devient le New Sevilla. L'année suivante, la société est reprise par Christian Salvesen, sans que cela change les activités du navire.
La carrière du Runic cesse le 20 octobre 1940 lors d'un voyage entre Liverpool et l'Antarctique, il est torpillé par le sous marin U-158 et coule à 30 miles au nord de Galway. On compte deux victimes, mais 412 survivants : le navire met en effet 20 heures à sombrer entièrement.

## Caractéristiques
Le Runic et son jumeau, le Suevic, sont conçus pour être globalement similaires aux trois premiers navires de classe Jubilee. Cependant, leur poupe est reconçue, et leur passerelle de navigation est placée plus en avant du navire. Ainsi, leur tonnage est plus élevé (12 482 tonneaux pour le Runic), mais leurs dimensions restent les mêmes (172,2 mètres par 19,3). Lorsqu'il est reconverti en baleinier, le New Sevilla voit son tonnage porté à 13 801.
Les navires se distinguent avant tout par leurs grandes cales réfrigérées, pouvant transporter plus de 100 000 carcasses d'animaux. Ils peuvent également transporter un nombre de passagers légèrement supérieur aux navires précédents : 400. Ces passagers, voyageant en troisième classe, ont accès à une salle à manger, un fumoir, une salle à manger disposant d'assez de places pour tous (la plupart des navires organisant plusieurs services pour la troisième classe) et une salle de lecture. Les pièces sont confortables, le navire effectuant de longues traversées, et sont ouvertes à tous les passagers. L'ensemble est réparti sur trois ponts continus et une superstructure.
Comme ses jumeaux, le Runic est propulsé par deux hélices alimentées par des machines à quadruple expansion d'une puissance de 5 000 ihp, l'entraînant à une vitesse moyenne de 13,5 nœuds, la plus économique sur ce genre d'itinéraire. Il consomme en moyenne 80 tonnes de charbon par jour, le navire pouvant en transporter 3 000.